# Holothrix orthoceras
Holothrix orthoceras är en orkidéart som först beskrevs av William Henry Harvey, och fick sitt nu gällande namn av Heinrich Gustav Reichenbach. Holothrix orthoceras ingår i släktet Holothrix och familjen orkidéer. Inga underarter finns listade i Catalogue of Life.